# Bakool
Bakool er en officiel territorial enhed i det centrale Somalia, hvor hovedbyen er Xuddur. Bakool grænser op til Etiopien og de somaliske territoriale enheder Hiiraan, Baay og Geedo.
4°20′47″N 43°32′59″Ø / 4.34639°N 43.54972°Ø